# Jańczycha
Jańczycha – dawna wieś i kolonia. Tereny na których leżały znajdują się obecnie na Białorusi, w obwodzie witebskim, w rejonie postawskim, w sielsowiecie Kuropole.

## Historia
W czasach zaborów w powiecie dzisieńskim, w guberni wileńskiej Imperium Rosyjskiego.
W dwudziestoleciu międzywojennym wieś i kolonia leżały w Polsce, w województwie wileńskim, w powiecie duniłowickim, od 1926 w powiecie dziśnieńskim, w gminie Postawy, a następnie w gminie Woropajewo.
Według Powszechnego Spisu Ludności z 1921 roku zamieszkiwało tu 38 osób, 27 było wyznania rzymskokatolickiego a 11 prawosławnego. Jednocześnie 31 mieszkańców zadeklarowało polską a 7 białoruską przynależność narodową. Było tu 19 budynków mieszkalnych. W 1931 we wsi w 6 domach zamieszkiwało 26 osób, a kolonia liczyła 6 mieszkańców i 1 dom.
Wierni należeli do parafii rzymskokatolickiej w Drozdowszczyźnie i prawosławnej w Rymkach. Miejscowość podlegała pod Sąd Grodzki w Postawach i Okręgowy w Wilnie; właściwy urząd pocztowy mieścił się w m. Połowo.